# O, The Oprah Magazine
O, The Oprah Magazine (soms alleen als O) is een maandelijks tijdschrift voor vrouwen opgericht door Oprah Winfrey. Oprah en Hearst Corporation gaven het blad voor het eerst uit op 19 april 2000. Sinds 2002 bestaat er ook een editie in Zuid-Afrika.
Op de cover staat altijd Oprah Winfrey, een ongewoon gebruik.